# Strada statale 728 di Pantano
La strada statale 728 di Pantano (SS 728) è una strada statale italiana che si sviluppa nella provincia di Perugia. Rappresenta un veloce collegamento tra la strada statale 3 bis Tiberina a nord di Perugia e il lago Trasimeno evitando il nodo del capoluogo umbro.

## Percorso
La strada ha origine dallo svincolo di Pierantonio della strada statale 3 bis Tiberina. Proseguendo in direzione sud-ovest lambisce San Giovanni del Pantano per deviare quindi verso sud in direzione di Colle Umberto I.
Da qui la strada segue per grandi linee il torrente Caina in direzione sud-ovest fino a innestarsi sul raccordo autostradale 6 in corrispondenza dello svincolo di Mantignana.

## Storia
Fino al 2018 la strada risultava divisa nei seguenti tronconi:
- dall'innesto con la strada statale 3 bis Tiberina a San Giovanni del Pantano era classificata come SP 169/1 di Pantano;
- da San Giovanni del Pantano al bivio per Colle Umberto I era classificata come SP 170/2R di Maestrello;
- dal bivio per Colle Umberto I all'innesto con l'RA6 era classificata come SP 172/1 di Corciano;

Nell'ambito del cosiddetto Piano rientro strade volto a riorganizzare la gestione della rete viaria, attuato con il decreto del Presidente del Consiglio dei Ministri del 20 febbraio 2018, le tre strade sopra citate hanno ottenuto il riconoscimento di appartenere alla rete stradale di interesse nazionale con decorrenza 1º ottobre 2018 e conseguente classificazione come unica strada statale.
I capisaldi di itinerario che ne risultano sono quindi i seguenti: "Svincolo di Pierantonio con la S.S. n. 3 bis - Svincolo di Mantignana con l'R.A. n. 6 'Bettolle - Perugia'".